# G20-Gipfel in Cannes 2011
Der G20-Gipfel 2011 in Cannes war das sechste Treffen der Regierungschefs/Staatsoberhäupter der Gruppe der zwanzig wichtigsten Industrie- und Schwellenländer.
Das G20-Forum ist der Weg für die G20-Volkswirtschaften zur Diskussion, Planung und Überwachung der internationalen wirtschaftlichen Zusammenarbeit. Während der Gipfel wenig Fortschritte bei der Lösung der Krise in der Eurozone und der Bereitstellung konkreter Maßnahmen zur Bewältigung der globalen finanziellen Ungleichgewichte erzielte, es hat einige greifbare Ergebnisse gebracht, darunter die Annahme des Cannes-Aktionsplans für Wachstum und Beschäftigung, die Einführung des Agricultural Market Information System. (AMIS) und die Billigung eines Aktionsplans zur Volatilität der Lebensmittelpreise und zur Landwirtschaft.

## Prioritäten
Frankreich stellte Landwirtschaft und Ernährungssicherheit in den Mittelpunkt der G20-Prioritäten. Um dieses breite Thema herum wurden die Prioritäten des Gipfels in sechs Bereiche unterteilt:
1. Reform des Internationales Währungssystem.
2. Stärkung der Finanzregulierung, insbesondere in Nicht-Banken-Finanzunternehmen und Nicht-Banken-Finanzinstitutionen, sowie der Regulierung der Finanzmarktintegrität und -transparenz.
3. Verringerung der übermäßigen Volatilität der Rohstoffpreise und Verbesserung der Ernährungssicherheit.
4. Förderung der Beschäftigung und Stärkung der sozialen Dimension der Globalisierung.
5. Bekämpfung der Korruption, z. B. indem sichergestellt wird, dass der auf dem G20-Gipfel in Seoul 2010 angenommene Aktionsplan zur Korruptionsbekämpfung ab 2011 konkrete Ergebnisse und echte Fortschritte bringt.
6. Unterstützung der Infrastrukturentwicklung und Verbesserung der Ernährungssicherheit in den schwächsten Ländern.

## Ergebnisse
Der Gipfel fand im Anschluss an die Finanzkrise 2007–08 und inmitten der sich entwickelnden Krise der Eurozone statt. Vor diesem Hintergrund können die Ergebnisse des Gipfels als unzureichend angesehen werden, um klare Lösungen für die Wiederherstellung und Stärkung der Weltwirtschaft zu finden.
Der Gipfel führte jedoch zu einer Reihe von Initiativen, vor allem im Bereich der Landwirtschaft und der Nahrungsmittelsicherheit. Vor allem die Einführung des Agricultural Market Information System. (AMIS) und die Billigung eines Aktionsplans zur Volatilität der Nahrungsmittelpreise und zur Landwirtschaft sind konkrete Schritte zur Bewältigung der weltweiten Herausforderung für Landwirtschaft und Ernährung. Der G20-Gipfel beauftragte auch die Initiative GEO Global Agricultural Monitoring (GEOGLAM) mit der Erstellung und Verbreitung verbesserter Prognosen der landwirtschaftlichen Produktion durch die Nutzung von Erdbeobachtungen.

## Teilnehmer

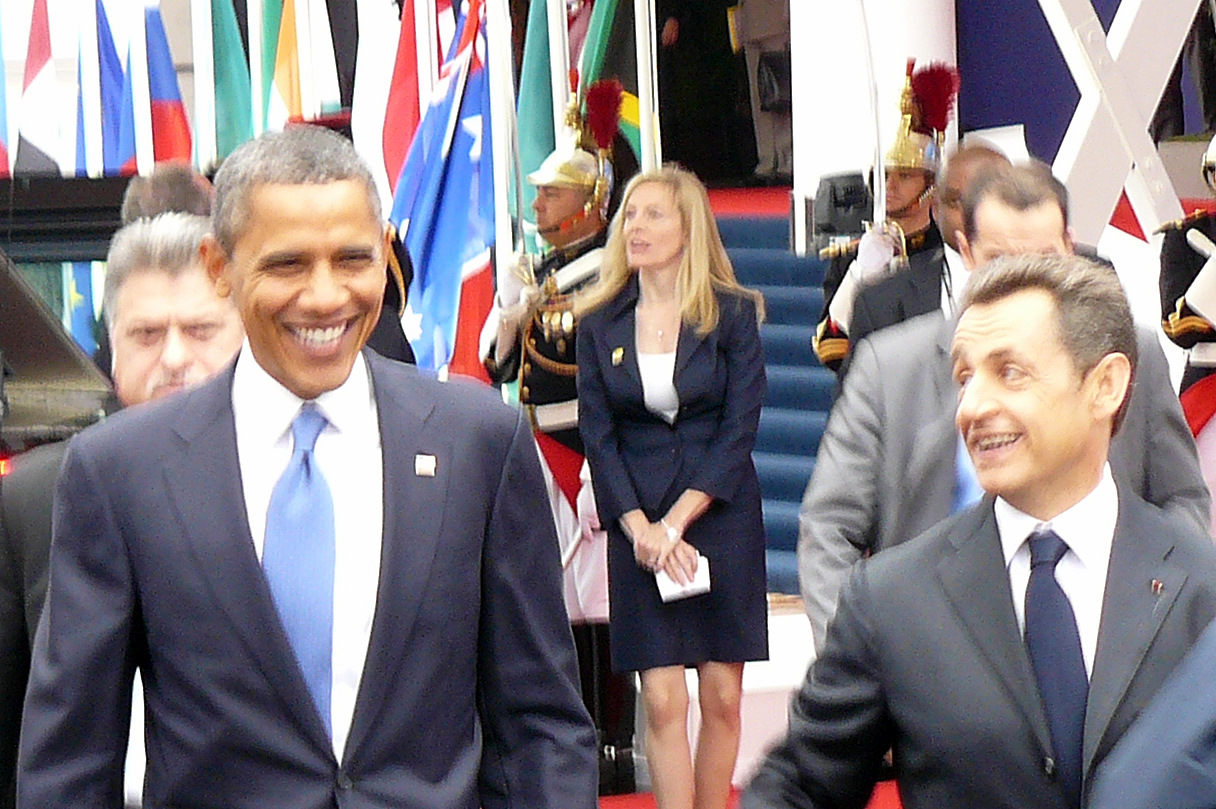
Nicolas Sarkozy begrüßt Barack Obama zum G20-Treffen in Cannes, Frankreich, am 3. November 2011.

Zu den Teilnehmern zählten Vertreter der G20-Mitgliedstaaten und der Europäischen Union (EU).
Zudem nahmen verschiedene internationale Organisationen bzw. deren Präsidenten, Generaldirektoren oder -sekretäre am Treffen teil.

## Proteste
Auf dem Gipfel legten die Demonstranten Robin-Hood-Kappen auf und forderten eine Steuer auf internationale Finanztransaktionen, um armen Ländern Hilfe zu leisten, anstatt Banken und anderen Finanzinstitutionen zu dienen. Sie riefen auch Parolen gegen die „Gier der Unternehmen“ und unterstützten einen von Gewerkschaften und NGOs wie Greenpeace und Oxfam organisierten Gegengipfel der G20, „People First, Not Finance“. Die Bereitschaftspolizei und die Hubschrauber beschränkten die Reichweite der Proteste auf ein Viertel im Osten von Nizza, in dem sowohl der Alternativgipfel als auch die Proteste stattfinden sollten. Sowohl in Cannes als auch in Nizza wurden die Sicherheitsvorkehrungen verschärft, wobei 12.000 Polizisten eingesetzt wurden. Sowohl in Cannes als auch in Nizza wurden die Sicherheitsvorkehrungen verschärft und 12.000 Polizisten eingesetzt.